# Infanterield
Infanterield är en informell beteckning på skavsår på lårens insida eller i grenen. Namnet härstammar från att symptomet är vanligt hos soldater som marscherar långt och får skavsår av grova uniformsbyxor. Problemet är vanligt bland annat hos idrottare exempelvis löpare och inom olika uniformsyrken.
Det finns produkter specifikt utvecklade för att skydda låren genom att bilda en "glidyta" som minskar friktionen när låren gnids mot varandra. Eftersom svett påskyndar och förvärrar problemet har talk traditionellt varit ett sätt att förebygga infanterield. Ett annat sätt är att bära cykelbyxor i stället för kalsonger. 
Andra ord för infanterield är lårskav, "chub rub", gångsirka och jägarbränd. 